# Beta Arae
Désignations
Beta Arae (β Ara / β Arae) est l'étoile la plus brillante de la constellation de l'Autel. Sa magnitude apparente est de 2,85. D'après la mesure de sa parallaxe annuelle réalisée par le satellite Hipparcos, elle est située à environ ∼ 650 a.l. (∼ 199 pc) de la Terre.
Beta Arae est une géante lumineuse ou une supergéante orange de type spectral K3Ib-IIa.